# Resolució 936 del Consell de Seguretat de les Nacions Unides
La Resolució 936 del Consell de Seguretat de les Nacions Unides fou adoptada per unanimitat el 8 de juliol de 1994. després de reafirmar les resolucions 808 (1993) i 827 (1993), el Consell va nomenar Richard Goldstone, un jutge en la Cort Constitucional de Sud-àfrica, com a fiscal del Tribunal Penal Internacional per a l'antiga Iugoslàvia (TPIY).